# Centrala Flygverkstaden Arboga
Centrala Flygverkstaden Arboga (CVA) senare FFV Aerotech Arboga var en tidigare verkstad vid Arboga flygplats i Arboga garnison för nytillverkning och reparation av flygplan i Flygvapnets regi. 
Centrala Flygverkstaden Arboga påbörjade sin verksamhet i oktober 1944 men invigdes officiellt 17 augusti 1945. Verkstaden kom att överta en större del av personalen vid det avvecklade Flygförvaltningens Flygverkstad Stockholm (FFVS) vid Bromma flygplats.
Genom 1966 års verkstadsutredning (V66) utredes hela det centrala underhållet inom försvaret, där de tre centrala flygverkstäderna berördes. Vid riksdagens beslut år 1968 kom de tre centrala verkstäderna att överföras till det nybildade Försvarets Fabriksverk (FFV). Samtidigt kom Centrala Flygverkstaden Västerås att avvecklas 1970 och dess verksamhet fördelades mellan Arboga och Malmslätt. Arboga kom bland annat att överta underhåll av flygplaninstrument och flygelmateriel. Med beslutet kom även Centrala Flygverkstaden Arboga att från och med den 1 december 1969 att etablera en filial i Östersund.
Den 1 juli 1973 slogs de två kvarvarande verkstäderna samman och bildade FFV Underhåll, där Arboga garnison blev huvudort för enheten. År 1983 överfördes verksamheten i Arboga till det nybildade FFV Elektronik AB (Telub). År 1986 gjorde ett namnbyte till FFV Aerotech i Arboga.
Genom att FFV Aerotech bildade aktiebolag 1991 avskildes Motor-divisionen och bildade tillsammans med Volvo Flygmotor det nya bolaget Volvo Aero Support. Verksamheten blev kvar i Arboga fram till 1997 då all verksamhet avvecklades och överfördes till Volvo Aero Support i Trollhättan.